# جوليان بوند
جوليان بوند (بالإنجليزية: Julian Bond)‏ هو صحفي وسياسي أمريكي، ولد في 14 يناير 1940 في ناشفيل في الولايات المتحدة، وتوفي في 15 أغسطس 2015 في فورت والتون بيتش في الولايات المتحدة. حزبياً، نشط في الحزب الديمقراطي. وقد انتخب عضو مجلس نواب جورجيا.

## روابط خارجية
- جوليان بوند على موقع IMDb (الإنجليزية)
- جوليان بوند على موقع الموسوعة البريطانية (الإنجليزية)
- جوليان بوند على موقع إن إن دي بي (الإنجليزية)
- جوليان بوند على موقع قاعدة بيانات الفيلم (الإنجليزية)